# Vadillo de la Guareña
Vadillo de la Guareña é um município da Espanha na província de Zamora, comunidade autónoma de Castela e Leão, de área 44 km² com população de 334 habitantes (2007) e densidade populacional de 7,97 hab/km².

## Demografia
| Variação demográfica do município entre 1991 e 2004 | Variação demográfica do município entre 1991 e 2004 | Variação demográfica do município entre 1991 e 2004 | Variação demográfica do município entre 1991 e 2004 |
| --------------------------------------------------- | --------------------------------------------------- | --------------------------------------------------- | --------------------------------------------------- |
| 1991                                                | 1996                                                | 2001                                                | 2004                                                |
| 397                                                 | 371                                                 | 366                                                 | 354                                                 |